# Robbert Andringa
Robbert Andringa (Assen, 28 aprile 1990) è un pallavolista olandese, schiacciatore della You Energy.

## Carriera

### Club
La carriera di Robbert Andringa inizia nella stagione 2008-09 con il Lycurgus, in A-League, a cui resta legato per cinque annate. Per il campionato 2013-14 è di scena nella Liga A belga con l'Asse-Lennik, vincendo la Coppa nazionale 2014-15 e la Supercoppa 2015.
Nella stagione 2016-17 si accasa allo Stade Poitevin, nella Ligue A francese, mentre in quella successiva veste la maglia dei polacchi dell'AZS Olsztyn, in Polska Liga Siatkówki, per sei annate.
Per il campionato 2023-24 viene ingaggiato dalla You Energy, nella Superlega italiana.

### Nazionale
Nel 2007 viene convocato sia nella nazionale olandese under 18 che in quella Under-19 mentre nel 2008 è nella selezione under 20.
Nel 2010 ottiene le prime convocazioni nella nazionale maggiore.

## Palmarès

### Club
- Coppa del Belgio: 1

2014-15
- Supercoppa belga: 1

2015

### Nazionale (competizioni minori)
- Memorial Hubert Wagner 2013